# 后女性主义
后女性主义，或后女权主义（Postfeminism）是一个由大众媒体普及的术语，用来描述自1990年代以来对女性主义支持的所谓减少。它可以被视为理解女性主义、流行文化和女性气质之间变化关系的一个关键方式。这个术语有时与随后的女性主义运动如第四波女性主义、后现代女性主义和异质女性主义混淆。
肯特州立大学在2000年代进行的研究将后女性主义缩小为四个主要论点：对女性主义的支持下降；女性开始厌恶女性主义和女性主义者；社会已经实现了社会平等，从而使女性主义过时；以及由于负面的污名，"女性主义者"这一标签变得不受欢迎。